# Ключ 104
| 疒                     | 疒                     | 疒                     |
| ---------------------- | ---------------------- | ---------------------- |
| 103                    | 104                    | 105                    |
| Піньінь:               | chuáng, nè             | chuáng, nè             |
| Чжуїнь:                | ㄔㄨㄤˊ, ㄋㄜˋ         | ㄔㄨㄤˊ, ㄋㄜˋ         |
| Вейд-Джайлз:           | ch'uang2, ne4          | ch'uang2, ne4          |
| Ютпхін:                | nik6                   | nik6                   |
| Он:                    | ダク daku ニャク nyaku | ダク daku ニャク nyaku |
| Кун:                   |                        |                        |
| Кандзі:                | 病垂 yamaidare         | 病垂 yamaidare         |
| Хун:                   | 병 byeong              | 병 byeong              |
| Им:                    | 녁 nyeok               | 녁 nyeok               |
| Індекс у Вікісловнику: | 疒                     | 疒                     |

Ключ 104 — ієрогліфічний ключ, що означає хвороба і є одним із 23 (загалом існує 214) ключів Кансі, що складаються з п'яти рисок.
У Словнику Кансі 526 символів із 40 030 використовують цей ключ.

## Символи, що використовують ключ 104

Як писати ієрогліф.

| без додаткових | 疒                                                                               |
| 2 додаткові    | 疓 疔 疕 疖 疗                                                                   |
| 3 додаткові    | 疘 疙 疚 疛 疜 疝 疞 疟 疠                                                       |
| 4 додаткові    | 疡 疢 疣 疤 疥 疦 疧 疨 疩 疪 疫 疬 疭 疮 疯                                     |
| 5 додаткових   | 疰 疱 疲 疳 疴 疵 疶 疷 疸 疹 疺 疻 疼 疽 疾 疿 痀 痁 痂 痃 痄 病 痆 症 痈 痉    |
| 6 додаткових   | 痊 痋 痌 痍 痎 痏 痐 痑 痒 痓 痔 痕 痖                                           |
| 7 додаткових   | 痗 痘 痙 痚 痛 痜 痝 痞 痟 痠 痡 痢 痣 痤 痥 痦 痧 痨 痩 痪 痫                   |
| 8 додаткових   | 痬 痭 痮 痯 痰 痱 痲 痳 痴 痵 痶 痷 痸 痹 痺 痻 痼 痽 痾 痿 瘀 瘁 瘂 瘃 瘄 瘅 瘆 |
| 9 додаткових   | 瘇 瘈 瘉 瘊 瘋 瘌 瘍 瘎 瘏 瘐 瘑 瘒 瘓 瘔 瘕 瘖 瘗 瘘                            |
| 10 додаткових  | 瘙 瘚 瘛 瘜 瘝 瘞 瘟 瘠 瘡 瘢 瘣 瘤 瘥 瘦 瘧 瘨 瘩 瘪 瘫                         |
| 11 додаткових  | 瘬 瘭 瘮 瘯 瘰 瘱 瘲 瘳 瘴 瘵 瘶 瘷 瘸 瘹 瘺 瘻 瘼 瘽 瘾 瘿                      |
| 12 додаткових  | 癀 癁 療 癃 癄 癅 癆 癇 癈 癉 癊 癋 癌 癍 癎                                     |
| 13 додаткових  | 癏 癐 癑 癒 癓 癔 癕 癖 癗 癘 癙 癚 癛 癜 癝 癞                                  |
| 14 додаткових  | 癟 癠 癡 癣                                                                      |
| 15 додаткових  | 癢 癤 癥 癦                                                                      |
| 16 додаткових  | 癧 癨 癩 癪 癫                                                                   |
| 17 додаткових  | 癬 癭 癮                                                                         |
| 18 додаткових  | 癯 癰                                                                            |
| 19 додаткових  | 癱 癲                                                                            |
| 21 додаткова   | 癳                                                                               |
| 23 додаткові   | 癴                                                                               |
| 25 додаткових  | 癵                                                                               |